# D-8
D-8 (Dyrenkov-8) là phiên bản xe bọc thép hạng nhẹ được sản xuất hàng loạt đầu tiên của Liên Xô trong những năm 1932–34. Chỉ có 60 chiếc được xuất xưởng; chúng nhanh chóng bị thay thế bởi xe bọc thép FAI. Cả hai loại đều được lắp ráp tại Nhà máy Izhorsky gần Leningrad.

## Thiết kế
Do kinh nghiệm dày dặn về thiết kế xe bọc thép trong thời kỳ Nội chiến, những chuyên gia Liên Xô rất quan tâm đến việc phát triển các phiên bản hiện đại hơn trong suốt những năm 1930. Tuy nhiên, những nỗ lực ban đầu của họ đã bị chậm lại cho đến khi quá trình trẻ hóa ngành công nghiệp ô tô của Nga bắt đầu vào cuối những năm 1920. Liên Xô xếp xe bọc thép vào hai lớp cơ bản: hạng nhẹ và hạng nặng. Sự phân loại này dựa nhiều vào vũ khí trang bị hơn là trọng lượng. Xe bọc thép hạng nhẹ được trang bị súng máy trong khi xe bọc thép hạng nặng được trang bị pháo xe tăng 37 đến 45 mm (1,5–1,8 in).
Các thiết kế xe bọc thép trước đó, chẳng hạn như BA-27, dựa trên khung gầm xe tải. Sau BA-27, các dự án tiếp theo được thực hiện tại Nhà máy Izhorskiye ở Kolpino trên cơ sở ô tô Ford Model A mới nhập khẩu và GAZ-A (bản sao của Liên Xô). Khung gầm cho hầu hết các xe bọc thép của những năm 1930 được chế tạo bởi nhà máy KIM ở Moskva và nhà máy Gorkiy ở Nizhny Novgorod. Nhà máy Gorkiy ban đầu được gọi là nhà máy Ô tô Nizhny Novgorod (NAZ), nhưng được đổi tên thành Nhà máy Ô tô Gorkiy (GAZ) vào giữa những năm 1930. Những khung gầm này được chuyển đến các nhà sản xuất xe bọc thép (chủ yếu là Izhorskiy và nhà máy Vyksinskiy nhỏ hơn nhưng lâu đời hơn), nơi các thân xe bọc thép được lắp vào khung gầm và tiến hành công đoạn lắp ráp cuối cùng. Trước năm 1931, khung gầm Ford Timken nhập khẩu được sử dụng cho một số xe bọc thép của Liên Xô. Trong khi khung gầm này đã sẵn có sau đó, việc Henry Ford cung cấp công nghệ sản xuất hàng loạt cho Liên Xô năm 1931-32 đã tạo ra một cú hích lớn đến sản xuất ô tô bọc thép của Liên Xô. Chúng cung cấp khung gầm chế tạo sẵn cho cả xe bọc thép hạng nhẹ (Ford / GAZ-A và Ford / GAZ-AA) và hạng nặng (dựa trên GAZ-AAA). Nhà máy ZiS sau đó cũng cung cấp khung gầm 6×4 cho những chiếc xe bọc thép hạng nặng được sản xuất hạn chế.
Xe bọc thép D-8, được thiết kế vào năm 1931 bởi NI Dyrenkov, tương đối nhẹ và không có tháp pháo. Thiết kế sử dụng khung gầm Ford A được cấp phép dành cho xe du lịch. Hai khẩu súng máy được gắn ở phía trước và phía sau của xe, không cung cấp tầm bao quát 360 độ. Hai khẩu súng máy khác được gắn ở hai bên thân xe nguyên mẫu, nhưng không được sản xuất hàng loạt do bên trong D-8 cực kỳ chật chội. D-8 có một kíp lái hai người ngồi lùi về phía sau để xạ thủ có thể bắn một khẩu súng máy gắn phía sau. D-8 nhanh chóng bị hủy bỏ sản xuất để thay thế cho xe bọc thép FAI nặng hơn và được trang bị tốt hơn.

## D-12
D-12 (Dyrenkov-12) là một phiên bản ô tô bọc thép hạng nhẹ của Liên Xô dựa trên ô tô GAZ-A. Đây là sự phát triển thêm của thiết kế D-8 của NI Dyrenkov. Xe được thiết kế cho các vai trò hỗ trợ bộ binh và phòng không. Khoang chiến đấu có một mái che mở, nơi lắp một khẩu súng máy phòng không 7.62mm PM-1910 hoặc súng máy DT. Một súng máy DT 7,62 mm khác cũng được gắn ở phía trước bên phải của xe. Nguyên mẫu ban đầu có thêm hai giá đỡ đạn cho súng máy DT vốn không có trong các phiên bản sản xuất vì như thế được cho là trang bị quá nhiều cho kíp lái và không gian bên trong bị giảm đáng kể.
D-12 được sản xuất cùng với D-8 tại Nhà máy Izhorskiy. Nó nặng hơn 280 kg (620 lb) so với D-8 nhưng có hiệu suất tương tự. Cuộc thử nghiệm cuối cùng diễn ra vào cuối năm 1931 cùng với D-8. D-12 đã được chấp nhận phục vụ trong Hồng quân và một số lượng nhỏ được chế tạo tại Nhà máyMoskva Auto Zavod vào năm 1932. D-12 phục vụ trong suốt những năm đầu của thập niên 1930 và được diễu hành trên Quảng trường Đỏ trong các cuộc duyệt binh ngày 7 tháng 11. Một số phương tiện vẫn hoạt động trong chiến tranh năm 1941 và một số ít tham gia lễ duyệt binh chiến thắng ở Mông Cổ năm 1945.

## Lịch sử phục vụ
D-8 lần đầu tiên được sử dụng bởi lực lượng Cộng hòa trong Nội chiến Tây Ban Nha. D-8 đã được chuyển giao trong khuôn khổ viện trợ quân sự của Liên Xô. Xe bọc thép hạng nhẹ D-8 và D-12 chủ yếu được sử dụng trong vai trò trinh sát thay vì tác chiến thuần túy.
3 chiếc D-8 vào mùa đông năm 1939-1940 bị bỏ rơi và bị Lực lượng Phòng vệ Phần Lan bắt giữ, 1 chiếc được sửa chữa lại và được sử dụng huấn luyện trong trường xe tăng Phần Lan cho đến năm 1943..
2 chiếc D-12 được chuyển đến Mông Cổ năm 1938. Vào tháng 7 năm 1941, chúng được đưa vào biên chế lữ đoàn thiết giáp.
Chúng thỉnh thoảng được sử dụng bởi các đơn vị của Hồng quân trong Chiến tranh Liên Xô-Phần Lan và Chiến tranh Vệ quốc Vĩ đại.
| Loại      | Quân khu Leningrad | Quân khu đặc biệt miền Tây (Quân khu Belarus) | Quân khu Kiev | Quân khu Odessa | Quân khu Moscow | Quân khu Kharkov | Quân khu Oryol | Quân khu Volga | Quân khu Ural | Tổng cộng |
| --------- | ------------------ | --------------------------------------------- | ------------- | --------------- | --------------- | ---------------- | -------------- | -------------- | ------------- | --------- |
| 2         |                    |                                               |               | 2               | 2               | 11               | 1              | 5              | 5             | 26        |
| 3         |                    | 1                                             |               |                 | 5               | 2                |                | 2              |               | 10        |
| 4         | 3                  |                                               | 2             |                 | 1               | 1                |                | 2              |               | 9         |
| Tổng cộng | 3                  | 1                                             | 2             | 2               | 8               | 14               | 1              | 9              | 5             | 45        |

Ngoài ra, có 10 xe bọc thép thuộc các tổ chức Osoaviakhim (Hội hỗ trợ xây dựng quốc phòng, hàng không và hóa chất Liên Xô)